# Conversión de los bávaros y los carantanos
La Conversión de los bávaros y los carantanos (en latín, Conversio Bagoariorum et Carantanorum) es una obra en latín escrita en Salzburgo en la década del 870. Narra la vida del primer obispo de Salzburgo, san Ruperto (m. 710), en especial su actividad misionera en Baviera, y las de los obispos y abades en la Arquidiócesis de Salzburgo. Concluye con una historia breve de Carantania.
La obra quizá fue escrita por el propio Adalvino, a la sazón arzobispo de Salzburgo. Pretendía dar a Luis el Germánico una perspectiva histórica del reciente choque de la actividad evangelizadora llevada a cabo desde Salzburgo con la acometida por los hermanos Cirilo y Metodio, que predicaron la nueva religión entre los eslavos de Gran Moravia y Panonia. Metodio, legado apostólico en la corte del príncipe Kocel, había sido nombrado obispo de Sirmio por el papa Adriano II en el 870, pero el mismo año fue detenido y encarcelado durante tres años por orden del episcopado bávaro. La Crónica trataba de mostrar al rey los esfuerzos evangelizadores del obispo de Baviera en la conversión de esta, de Carantania y de Panonia. Metodio fue liberado en el 873 y volvió a Panonia, pero no pudo imponerse a la influencia que ejercía ya en la región el arzobispo Teotmaro de Salzburgo.
Los tres manuscritos que la componen mencionan una iglesia consagrada a Pribina en sus dominios llamada Nitrava.

## Ediciones
- Wolfram, Herwig, ed. (1979). Conversio Bagoariorum et Carantanorum. Vienna: Böhlau.
- Bartoňková, Dagmar, ed. (1969). «Libellus de conversione Bagoariorum et Carantanorum (i.e. Conversio)». Magnae Moraviae fontes historici III. Prague: Statni pedagogicke nakl.